# Olaf Hoffsbakken
Olaf Hoffsbakken (ur. 2 września 1908 w Snertingdal, zm. 23 listopada 1986 w Gjøviku) – norweski narciarz klasyczny specjalizujący się w kombinacji norweskiej, odnoszący także sukcesy w biegach narciarskich, dwukrotny medalista olimpijski oraz trzykrotny medalista mistrzostw świata.

## Kariera
Igrzyska olimpijskie w Garmisch-Partenkirchen były pierwszymi i zarazem ostatnimi w jego karierze. W zawodach kombinacji norweskiej zdobył srebrny medal ulegając jedynie swemu rodakowi Oddbjørnowi Hagenowi. Wystartował także w biegu na 18 km zajmując piąte miejsce oraz w sztafecie biegowej 4 × 10 km, w której Norwegowie w składzie: Oddbjørn Hagen, Olaf Hoffsbakken, Sverre Brodahl i Bjarne Iversen wywalczyli srebrny medal.
W 1934 roku wystartował na mistrzostwach świata w Sollefteå, gdzie zajął czwarte miejsce w sztafecie biegowej oraz szóste miejsce w kombinacji. Rok później, podczas mistrzostw świata w Vysokich Tatrach zajął czwarte miejsce w kombinacji, przegrywając walkę o brązowy medal z reprezentantem III Rzeszy Willym Bognerem. Na tych samych mistrzostwach zdobył brązowy medal w biegu na 18 km, ulegając jedynie zwycięzcy Klaesowi Karppinenowi z Finlandii oraz drugiemu na mecie Hagenowi. W Vysokich Tatrach wywalczył także srebrny medal w sztafecie wspólnie z Sverre Brodahlem, Bjarne Iversenem i Oddbjørnem Hagenem. Na mistrzostwach świata w Lahti w 1938 roku został mistrzem świata w kombinacji oraz zajął ósme miejsce w biegu na 18 km. Jego ostatnią międzynarodową imprezą były mistrzostwa świata w Zakopanem w 1939 roku, gdzie wraz z kolegami z reprezentacji zajął czwarte miejsce w sztafecie 4 × 10 km, a w kombinacji był dwunasty.
Dwukrotnie wygrał zawody w kombinacji w Holmenkollen, w 1936 i 1939 roku. Co więcej w 1935 i 1938 roku wygrał najstarszy norweski maraton narciarski Birkebeinerrennet. W 1937 r. otrzymał medal Holmenkollen wraz z dwoma rodakami: biegaczem narciarskim Martinem Pederem Vanglim oraz skoczkiem narciarskim i narciarzem alpejskim Birgerem Ruudem.

## Osiągnięcia w kombinacji norweskiej

### Igrzyska olimpijskie
| Miejsce | Dzień     | Rok  | Miejscowość            | Konkurencja   | Wynik zwycięzcy | Strata    | Zwycięzca      |
| ------- | --------- | ---- | ---------------------- | ------------- | --------------- | --------- | -------------- |
| 2.      | 13 lutego | 1936 | Garmisch-Partenkirchen | Indywidualnie | 430.30 pkt      | -10.5 pkt | Oddbjørn Hagen |

### Mistrzostwa świata
| Miejsce | Dzień     | Rok  | Miejscowość   | Konkurencja   | Wynik zwycięzcy | Strata     | Zwycięzca      |
| ------- | --------- | ---- | ------------- | ------------- | --------------- | ---------- | -------------- |
| 6.      | 20 lutego | 1934 | Sollefteå     | Indywidualnie | 441.90 pkt      | -44.75 pkt | Oddbjørn Hagen |
| 4.      | 13 lutego | 1935 | Wysokie Tatry | Indywidualnie | 427.60 pkt      | -45.50 pkt | Oddbjørn Hagen |
| 1.      | 27 lutego | 1938 | Lahti         | Indywidualnie | 432.60 pkt      | -          | -              |
| 12.     | 15 lutego | 1939 | Zakopane      | Indywidualnie | 429.60 pkt      | -59.50 pkt | Gustav Berauer |

## Osiągnięcia w biegach narciarskich

### Igrzyska olimpijskie
| Miejsce | Dzień     | Rok  | Miejscowość            | Konkurencja             | Wynik zwycięzcy | Strata    | Zwycięzca           |
| ------- | --------- | ---- | ---------------------- | ----------------------- | --------------- | --------- | ------------------- |
| 2.      | 10 lutego | 1936 | Garmisch-Partenkirchen | Sztafeta 4 × 10 km      | 2:41:33 h       | +6 s      | Finlandia           |
| 5.      | 12 lutego | 1936 | Garmisch-Partenkirchen | 18 km stylem klasycznym | 1:14:38 h       | +2:59 min | Erik August Larsson |

### Mistrzostwa świata
| Miejsce | Dzień     | Rok  | Miejscowość   | Konkurencja             | Wynik zwycięzcy | Strata    | Zwycięzca       |
| ------- | --------- | ---- | ------------- | ----------------------- | --------------- | --------- | --------------- |
| 4.      | 25 lutego | 1934 | Sollefteå     | Sztafeta 4 × 10 km      | 2:40.28 h       | ?         | Finlandia       |
| 3.      | 15 lutego | 1935 | Wysokie Tatry | 18 km stylem klasycznym | 1:27.50 h       | +3:57 min | Klaes Karppinen |
| 2.      | 18 lutego | 1935 | Wysokie Tatry | Sztafeta 4 × 10 km      | 2:42.30 h       | +47 s     | Finlandia       |
| 8.      | 25 lutego | 1938 | Lahti         | 18 km stylem klasycznym | 1:09:37 h       | +1:59 min | Pauli Pitkänen  |
| 16.     | 15 lutego | 1939 | Zakopane      | 18 km stylem klasycznym | 1:05:30 h       | +4:38 min | Jussi Kurikkala |
| 4.      | 19 lutego | 1939 | Zakopane      | Sztafeta 4 × 10 km      | 2:08:35 h       | +5:20 min | Finlandia       |